# Гьоцис
Гьоцис (на немски: Götzis) е селище в Западна Австрия. Разположен е в окръг Фелдкирх на провинция Форарлберг. Надморска височина 448 m. Първите сведения за селището датират от 11 век. Има жп гара. Отстои на около 4 km източно от границата с Швейцария. Население 10 656 жители към 1 април 2009 г.

## Личности
Певицата Елфи Граф (р. 1952) живее в Гьоцис.